# لويس جاكوب
لويس جاكوب هو فنان ومصور كندي، ولد في 1971 في بيرو.